# محمد بن أبي بكر إمام زاده
محمد بن أبي بكر الجوغي (491 - 573 ه‍ / 1098 - 1177 م) المعروف بـ ركن الاسلام و إمام زاده ، هو واعظ ومفتي حنفي من أهل القرن السادس الهجري، وكان مفتيا لأهل بخارا.
نسبته إلى (جوغ) بضم الجيم، من قرى سمرقند.

## آثاره
له من الكتب:
- (شرعة الإسلام) في 61 فصلا، شرحه البروسوي في كتابه (مفاتيح الجنان).[1]
- (عقود العقائد في فنون الفوائد).[2]